# Ласкарево
Ласкарево (болг. Ласкарево) — село в Благоевградской области Болгарии. Входит в состав общины Сандански. Находится примерно в 5 км к востоку от центра города Сандански и примерно в 57 км к югу от центра города Благоевград. По данным переписи населения 2011 года, в селе  проживало 205 человек, преобладающая национальность — болгары.

## Население
| Год     | 1934 | 1946 | 1956 | 1965 | 1975 | 1985 | 1992 | 2001 | 2011 |
| ------- | ---- | ---- | ---- | ---- | ---- | ---- | ---- | ---- | ---- |
| Жителей | 543  | 570  | 551  | 554  | 435  | 373  | 339  | 257  | 205  |

|  |